# 24 ur Le Mansa 1925
24 ur Le Mansa 1925 je bila tretja vzdržljivostna dirka 24 ur Le Mansa. Potekala je 20. in 21. junija 1925.

## Rezultati

### Uvrščeni
| Poz | Razred | Št | Moštvo                                                        | Dirkači                              | Šasija                         | Motor                     | Krogi |
| --- | ------ | -- | ------------------------------------------------------------- | ------------------------------------ | ------------------------------ | ------------------------- | ----- |
| 1   | 5.0    | 5  | Brez imena                                                    | Gérard de Courcelles André Rossignol | Lorraine-Dietrich B3-6         | Lorraine-Dietrich 3.5L I6 | 129   |
| 2   | 3.0    | 16 | Brez imena                                                    | Jean Chessagne Sammy Davis           | Sunbeam Sport Le Mans          | Sunbeam 3.0L I6           | 125   |
| 3   | 5.0    | 4  | Brez imena                                                    | "Stalter" Éduoard Brisson            | Lorraine-Dietrich B3-6         | Lorraine-Dietrich 3.5L I6 | 124   |
| 4   | 2.0    | 29 | Officine Meccaniche (O.M.)                                    | Tino Danieli Mario Danieli           | O.M. Tipo 665 Superba          | O.M. 2.0L I6              | 119   |
| 5   | 2.0    | 30 | Officine Meccaniche (O.M.)                                    | Giulio Foresti Aimé Vassiaux         | O.M. Tipo 665 Superba          | O.M. 2.0L I6              | 119   |
| 6   | 3.0    | 11 | Brez imena                                                    | Louis Wagner Charles Flohot          | Ariés 3-Litre                  | Ariés 3.0L I4             | 119   |
| 7   | 2.0    | 23 | Brez imena                                                    | Jean de Marguenat Louis Sire         | Rolland-Pilain C23 Super Sport | Rolland-Pilain 2.0L I4    | 117   |
| 8   | 1.5    | 41 | Brez imena                                                    | Louis Balart Robert Doutrebente      | Corre La Licorne W15           | Corre 1.5L I4             | 110   |
| 9   | 1.5    | 42 | Brez imena                                                    | W. Lestienne Robert Lestienne        | Corre La Licorne W15           | Corre 1.5L I4             | 109   |
| 10  | 1.1    | 50 | Brez imena                                                    | Raymond Glaszmann Manso de Zuniga    | Chenard & Walcker Tank         | Chenard & Walcker 1.1L I4 | 109   |
| 11  | 2.0    | 21 | Brez imena                                                    | Edmond Garcia Mario Botto            | Diatto 30                      | Diatto 2.0L I4            | 109   |
| 12  | 2.0    | 33 | Brez imena                                                    | Henri Springuel Pierre Clause        | Bignan                         | Bignan 2.0L I4            | 108   |
| 13  | 1.1    | 49 | Brez imena                                                    | Robert Sénéchal Albéric Loqueheux    | Chenard & Walcker Tank         | Chenard & Walcker 1.1L I4 | 105   |
| 14  | 1.5    | 39 | Etablissements Henri Precioux (E.H.P.)                        | Jean d'Aulan René Dély               | E.H.P. DT Spéciale             | C.I.M.E. 1.5L I4          | 103   |
| 15  | 1.5    | 35 | Brez imena                                                    | Adrien Drancé Marcel Michelot        | G.M. GC2                       | G.M. 1.5L I4              | 100   |
| 16  | 1.1    | 44 | Société des Automobiles a Refroidissements par Air (S.A.R.A.) | Lucien Erb Gaston Mottet             | S.A.R.A. ATS                   | S.A.R.A. 1.1L I4          | 93    |

### Neuvrščeni
| Poz | Razred | Št | Moštvo     | Dirkači                            | Šasija                         | Motor                  | Krogi |
| --- | ------ | -- | ---------- | ---------------------------------- | ------------------------------ | ---------------------- | ----- |
| 17  | 5.0    | 7  | Brez imena | Henri Stoffel Lucien Desvaux       | Chrysler 70 Six                | Chrysler 3.3L I6       | ?     |
| 18  | 3.0    | 14 | Brez imena | Giorgio Rubietti Tullio Vesprini   | Diatto 35                      | Diatto 2.9L I4         | ?     |
| 19  | 3.0    | 18 | Brez imena | Eugene Van den Bossche Abel Smeets | Ravel 12CV Sport               | Ravel 2.5L I4          | ?     |
| 20  | 2.0    | 22 | Brez imena | Gaston Delalande Paul Chalamel     | Rolland-Pilain C23 Super Sport | Rolland-Pilain 2.0L I4 | ?     |

### Diskvalificirani
| Poz | Razred | Št | Moštvo     | Dirkači                  | Šasija                         | Motor                  | Krogi |
| --- | ------ | -- | ---------- | ------------------------ | ------------------------------ | ---------------------- | ----- |
| 21  | 2.0    | 24 | Brez imena | "Stremler" Pierre Salles | Rolland-Pilain C23 Super Sport | Rolland-Pilain 2.0L I4 | ?     |

### Odstopi
| Poz | Razred | Št | Moštvo                                 | Dirkači                                   | Šasija                          | Motor                     | Krogi |
| --- | ------ | -- | -------------------------------------- | ----------------------------------------- | ------------------------------- | ------------------------- | ----- |
| 22  | 3.0    | 13 | Brez imena                             | Francois Lecot Eugene Renaud              | Diatto 35                       | Diatto 3.0L I4            | 109   |
| 23  | 1.5    | 36 | Talbot                                 | Edmond Bourlier Jules Moriceau            | Talbot 70                       | Talbot 1.5L I4            | 98    |
| 24  | 5.0    | 2  | Brez imena                             | André Lagache René Léonard                | Chenard & Walcker               | Chenard & Walcker 3.9L I8 | 90    |
| 25  | 2.0    | 28 | Officine Meccaniche (O.M.)             | Ferdinando Minoia Vincenzo Coffani        | O.M. Tipo 665 Superba           | O.M. 2.0L I6              | 81    |
| 26  | 1.5    | 37 | Talbot                                 | Paul Le Deu Alphonse Auclair              | Talbot 70                       | Talbot 1.5L I4            | 73    |
| 27  | 2.0    | 32 | Brez imena                             | Jean Martin Jean Matthys                  | Bignan                          | Bignan 2.0L I4            | 65    |
| 28  | 5.0    | 9  | Bentley Motors Ltd.                    | Capt. John F. Duff Frank Clement          | Bentley 3 Litre                 | Bentley 3.3L I4           | 64    |
| 29  | 1.1    | 47 | Brez imena                             | "Lachanay" Jacques Millies                | D.F.P. VA                       | C.I.M.E. 1.1L I4          | 60    |
| 30  | 3.0    | 17 | Brez imena                             | Charles Montier Alber Ouriou              | Montier Spéciale (Ford Model T) | Montier 2.9L I4           | 54    |
| 31  | 1.5    | 40 | Brez imena                             | Albert Colomb "Vallay"                    | Corre La Licorne W15            | Corre 1.5L I4             | 50    |
| 32  | 3.0    | 12 | Brez imena                             | Louis Rigal Roger Delano                  | Ariés 3-Litre                   | Ariés 3.0L I4             | 42    |
| 33  | 2.0    | 20 | Brez imena                             | Louis Dollé Albert Giraud                 | Diatto 30                       | Diatto 2.0L I4            | 41    |
| 34  | 1.5    | 38 | Etablissements Henri Precioux (E.H.P.) | Marcel Benoist Michel Doré                | E.H.P. DT Spéciale              | C.I.M.E. 1.5L I4          | 41    |
| 35  | 1.1    | 45 | Brez imena                             | Jules de Ségovia Gaston Duval             | S.A.R.A. BDE                    | S.A.R.A. 1.1L I4          | 40    |
| 36  | 1.5    | 34 | Brez imena                             | Marcel Gendron Lucien Bossoutrot          | G.M. GC2                        | G.M. 1.5L I4              | 36    |
| 37  | 1.1    | 53 | Brez imena                             | Joseph Paul Louis Francois                | Ariés 8-10 CV                   | Ariés 1.1L I4             | 35    |
| 38  | 5.0    | 6  | Brez imena                             | Robert Bloch Léon Saint Paul              | Lorraine-Dietrich B3-6          | Lorraine-Dietrich 3.5L I6 | 33    |
| 39  | 3.0    | 15 | Sunbeam Motor Co., Wolverhampton       | Sir Henry Segrave George Duller           | Sunbeam Sport Le Mans           | Sunbeam 3.0L I6           | 32    |
| 40  | 1.1    | 46 | Brez imena                             | André Colas "Moraine"                     | D.F.P. VA                       | C.I.M.E. 1.1L I4          | 31    |
| 41  | 5.0    | 1  | Brez imena                             | "de Franconi" Emile Dupont                | Sizaire-Berwick                 | Sizaire-Berwick 4.5L I4   | 23    |
| 42  | 5.0    | 10 | Bentley Motors Ltd.                    | Herbert Kensington Moir Dudley Benjafield | Bentley 3 Litre                 | Bentley 3.3L I4           | 19    |
| 43  | 1.1    | 48 | Brez imena                             | Jean Porporato Marcel Collet              | D.F.P. VA                       | C.I.M.E. 1.1L I4          | 19    |
| 44  | 1.1    | 51 | Brez imena                             | Marius Mestivier André Morel              | Amilcar CGSS Gran Sport         | Amilcar 1.1L I4           | 17    |
| 45  | 1.1    | 43 | Brez imena                             | André Marandet Gonzaque Lécureul          | S.A.R.A. BDE                    | S.A.R.A. 1.1L I4          | 15    |
| 46  | 1.1    | 52 | Brez imena                             | Jean Majola Fernand Casellini             | Majola                          | Majola 1.1L I4            | 14    |
| 47  | 1.1    | 54 | Brez imena                             | Fernand Gabriel Henri Lapierre            | Ariés 8-10 CV                   | Ariés 1.1L I4             | 11    |
| 48  | 750    | 55 | Brez imena                             | Gordon England Francis Samuelson          | Austin 7                        | Austin 0.7L I4            | 9     |
| 49  | 5.0    | 3  | Brez imena                             | André Pisart Jacques Elgy                 | Chenard & Walcker               | Chenard & Walcker 3.9L I8 | 6     |

### Statistika
- Najhitrejši krog - #2 André Legache/René Léonard - 9:10
- Razdalja - 2233.982km
- Povprečna hitrost - 93.082km/h

### Dobitniki nagrad
- 1st Triennial Cup - #49 Robert Sénéchal/Albéric Loqueheux
- 1st Biennial Cup - #50 Raymond Glaszmann/Manso de Zuniga
- Index of Performance - #50 Raymond Glaszmann/Manso de Zuniga